# Atene Diade
Atene Diade era il nome di una città dell'antica Grecia ubicata in Eubea.

## Storia
Secondo Strabone, si trovava nelle vicinanze del capo Ceneo, al nord dell'isola di Eubea, nelle vicinanze di Dio e non lontana da Istiea. Venne fondata dagli Ateniesi.